# Wilhelmina Koch
Wlhelmina Amalie Koch, znana również jako Mina, Minna (ur. 22 września 1845 w Waldböckelheim, zm. 6 marca 1924 w Słupsk, Pomorze) – niemiecka kompozytorka pieśni sakralnych i świeckich, motetów biblijnych oraz muzyki chóralnej i instrumentalnej. Znana jest z stworzenia melodii do pieśni Adolfa Krummachera pt. Stern, auf den ich schaue.

## Życiorys
Wilhelmina Koch urodziła się 22 września 1845 roku w miejscowości Waldböckelheim jako drugie z szejściorga dzieci Karla Augusta Schappera, ewangelidzkiego teologa.